# Höglandsbiografen
Höglandsbiografen är en biograf vid Höglandstorget i stadsdelen Höglandet i Bromma i Stockholm. Biografen invigdes 1936 under namnet Höglandsbio.

## Historik
Biografen Höglandsbio byggdes 1936 som annex till Höglandsskolan vid Höglandstorget, fem år efter att skolan tagits i bruk 1931. Höglandsskolan hade startat 1930 i en villa på Hackspettsvägen i Ålsten och Höglandsskolan togs i bruk hösten 1931. Biografen byggdes fem år senare och den sammanbyggdes med skolans huvudbyggnad. För biografbyggnadens utformning stod arkitekterna Karl W. Ottesen och Gustaf Birch-Lindgren. Även Höglandsskolans byggnad uppfördes efter ritningar av  Ottesen och Birch-Lindgren. Biografbygget var en led i skolans expansion. Invigningen skedde den 30 oktober 1936. Salongen hade till en början 351 stolar med blå klädsel. Ridån var röd och blå på benvit botten och hade formgivits av textilkonstnären Elsa Gullberg. Biografen hade även en scen för skolans teaterverksamhet. 
Höglandsbio byggdes på en tomt upplåten av Stiftelsen Höglandsskolan i Bromma. För att tillgodose Höglandsskolans behov av samlingssal, gymnastiksal och laboratorier för fysik och kemi uppfördes byggnaden på stiftelsens tomt. Samlingssalen fick en scen för teater och den disponerades dagtid av Höglandsskolan som teater och aula. På kvällen blev samlingssalen biograf med bioföreställningar för allmänheten. Intäkterna gick till finansieringen av skolbygget. Driften sköttes ursprungligen av Svenska Förenade Biograf AB, ett dotterbolag till Europafilm. Från mitten av 1980-talet stod Eurostar för driften. I biografen inrättades också en filmstudio som grundades av lärarna på Höglandsskolan under 1965. Numera är antalet sittplatser 342.